# Caio (Royaume-Uni)
Pour les articles homonymes, voir Caio.
Caio ou Caeo est un village du Carmarthenshire, au pays de Galles.

## Géographie
Le village de Caio se situe dans le sud-ouest du pays de Galles, au confluent de deux rivières, l'Afon Annell et la Nant Frena. Il se trouve à peu près à mi-chemin entre les villes de Lampeter, à une quinzaine de kilomètres au nord-ouest dans le Ceredigion, et Llandovery, à une quinzaine de kilomètres au sud-est. La route A482 (en), qui relie ces deux villes, passe à quelques kilomètres au sud du village.
Administrativement, Caio est rattaché à la communauté de Cynwyl Gaeo, qui comprend également les villages voisins de Crug-y-bar, Cwrtycadno, Ffarmers et Pumsaint. Cette communauté comptait 940 habitants au recensement de 2011.

## Histoire
Caio se situe non loin des mines d'or de Dolaucothi, exploitées depuis l'Antiquité.
Au Moyen Âge, Caio relève du cwmwd de Caeo (cy), une subdivision du Cantref Mawr dans le royaume de Deheubarth. À la fin du XIVe siècle, le village appartient au seigneur Llywelyn ap Gruffydd Fychan (en), qui est exécuté en 1401 par Henri IV pour son soutien à la révolte d'Owain Glyndŵr.

## Personnalités liées
- Le poète Dafydd Jones (cy) (1711-1777), auteur d'hymnes chrétiens, est né à Caio.
- Le lieutenant-général James Hills-Johnes (en) (1833-1919), décoré de la croix de Victoria en 1858, est enterré à Caio.
- Le rugbyman John Strand-Jones (en) (1877-1958), qui a disputé cinq matches avec l'équipe du pays de Galles de rugby à XV en 1902-1903 avant de devenir prêtre de l'Église d'Angleterre, est né à Caio.